# St. Vitus (Hörblach)

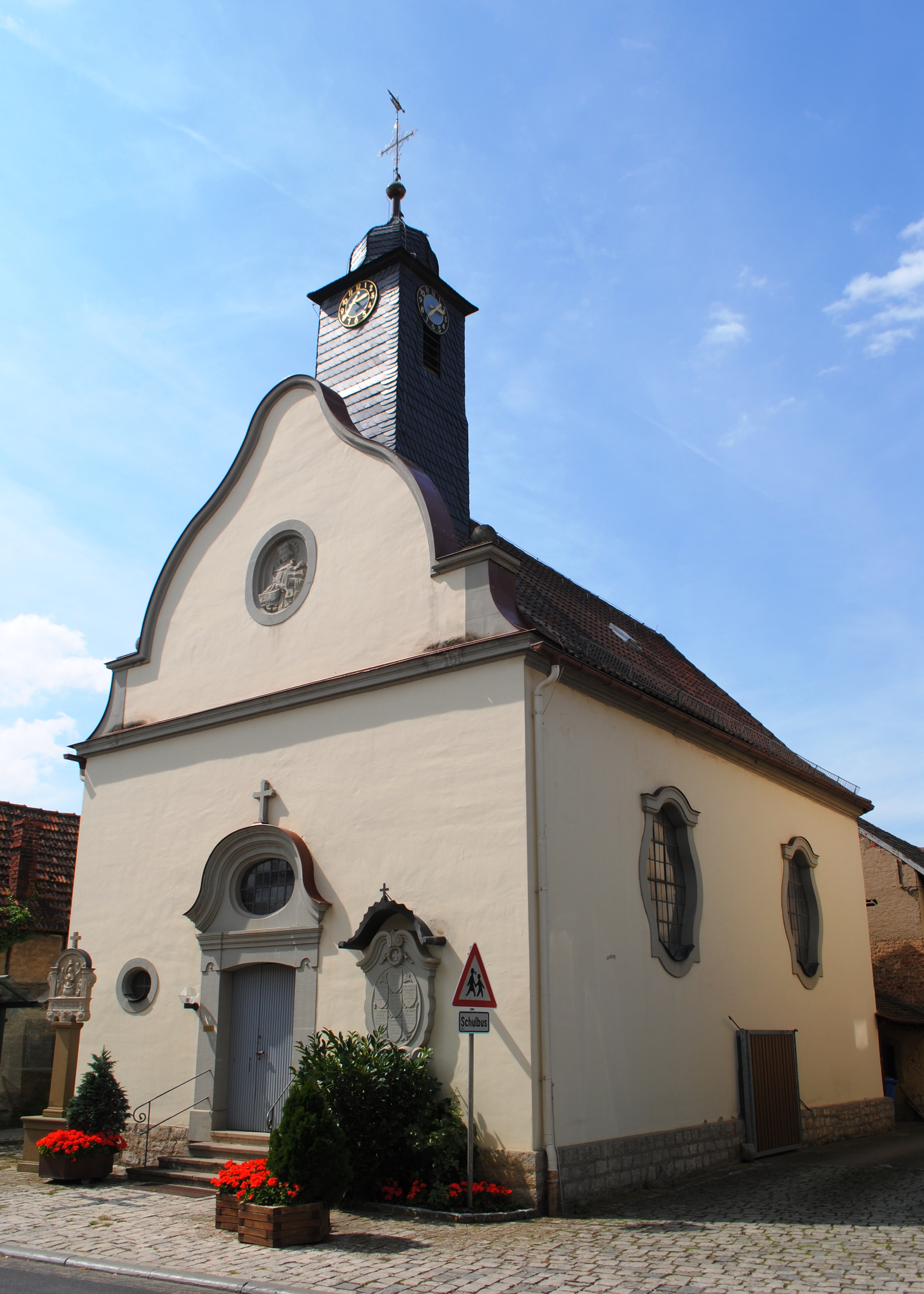
Die Kirche in Hörblach

Die Kirche St. Vitus ist eine katholische Filialkirche im Schwarzacher Ortsteil Hörblach im unterfränkischen Landkreis Kitzingen. Das Gotteshaus steht an der Kitzinger Straße und gehört zum Dekanat Kitzingen.

## Geschichte
Zu Beginn des 20. Jahrhunderts stieg die Zahl der Gläubigen in Hörblach durch das Anwachsen der Bevölkerung erheblich. Dies machte den Neubau eines Gotteshauses im Dorf notwendig. 1901 brach man das alte Rathaus der Gemeinde ab, um dort die Kirche errichten zu können. Als Architekt verpflichteten die Bewohner den Würzburger Friedrich Bühlmann. Zwischen 1902 und 1903 wurde die Kirche durch den Maurermeister Eduard Link erbaut.
Die Benediktion durch den Großlangheimer Dekan Jakob Imhof erfolgte erst im Jahr 1905. Im Jahr 1950 wurde eine neue Sakristei angebaut. Renovierungen erfuhr die Kirche im Jahr 1981 und 1990, 1986 waren die Uhr und der Dachreiter instand gesetzt worden. Das Bayerische Landesamt für Denkmalpflege ordnet das Kirchengebäude unter der Aktennummer D-6-75-165-22 als Baudenkmal ein.

## Architektur
Zunächst war das Gotteshaus im Stile der Neugotik geplant worden, mangelnder Platz an der Stelle des alten Rathauses führte jedoch im Verlauf der Planungen zur Errichtung einer neubarocken Kirche. Sie ist mit einem vierseitigen Dachreiter ausgestattet und weist an der Schaufassade einen Schweifgiebel auf. Das Portal und die beiden Rundfenster sind reich profiliert. Außen hängt ein Gedenkstein an die Gefallenen der Gemeinde.

## Ausstattung

### Glocken
Das Geläut der Vituskirche besteht aus drei Glocken. Die älteste Glocke wurde im Jahr 1732 von Johann Adam Roth aus Würzburg geschaffen. Sie kam aus einem anderen Gotteshaus in die Kirche. Die anderen Glocken kamen später hinzu.
| Nummer | Name         | Gussjahr | Durchmesser in Zentimeter | Gewicht in Kilogramm | Inschrift                                        |
| ------ | ------------ | -------- | ------------------------- | -------------------- | ------------------------------------------------ |
| 1.     | Vitusglocke  | 1732     | 67                        | 200                  | IN HONOREM STI VITI REFUSA SUM. AO 1732          |
| 2.     | Marienglocke |          | 53                        |                      | Gegrüsset seist du Maria, du bist voll der Gnade |
| 3.     | –            |          | 45                        |                      | –                                                |

### Weitere Ausstattung
1905 entstand der Hochaltar mit einem Bild von Franz Wilhelm Driesler, es zeigt die Heilige Familie mit dem Johannesknaben. Im Auszug befindet sich ein Gemälde mit der Darstellung des Gottvaters, auf Voluten ruhen zwei Putten. Die Bekrönung bildet ein Kruzifix. Nach dem Zweiten Vatikanischen Konzil wurden 1974 ein neuer Altar und ein Ambo angeschafft.
Mehrere Figuren im Inneren der Kirche entstammen der Werkstatt des Stadtschwarzacher Künstlers Hans Dresch und kamen 1959 in das Gebäude. Sie stellen den heiligen Vitus, den Kirchenpatron, und die Muttergottes dar. Aus der Anfangszeit des 20. Jahrhunderts stammen die 14 Kreuzwegstationen an den Wänden des Gotteshauses. Statt einer Pfeifenorgel erwarb die Gemeinde ein elektronisches Instrument.